# Xã Beaver, Quận Humboldt, Iowa
Xã Beaver (tiếng Anh: Beaver Township) là một xã thuộc quận Humboldt, tiểu bang Iowa, Hoa Kỳ. Năm 2010, dân số của xã này là 312 người.